# Tanystylum conirostre
Tanystylum conirostre là một loài nhện biển trong họ Ammotheidae. Loài này thuộc chi Tanystylum. Tanystylum conirostre được miêu tả khoa học năm 1881 bởi Dohrn.